# Dopium
Dopium to trzeci studyjny album U-Goda członka Wu-Tang Clan wydany w 23 czerwca 2009 roku nakładem wytwórni Babygrande Records. Album zadebiutował na 93. miejscu notowania Top R&B/Hip-Hop Albums.
Płyta została wyprodukowana przede wszystkim przez duet Teddy Ted & J. Serbe, a gościnnie udział biorą między innymi Cappadonna, Killah Priest, GZA, Raekwon i Ghostface Killah.

## Lista utworów
| #  | Tytuł                                                  | Producent            | Sample | Czas |
| -- | ------------------------------------------------------ | -------------------- | --- | ---- |
| 1  | „Train Trussle” (gośc. Ghostface Killah, Scotty Wotty) | Teddy Ted & J. Serbe | - „Living A Little Laughing A Little” w wykonaniu The Spinners - „Wanted Men” w wykonaniu Shadez of Brooklyn - „Man Up” w wykonaniu Ghostface Killah oraz Triefa - Fragment wywiadu z Mikiem Tysonem po walce z Lennoxem Lewisem | 4:54 |
| 2  | „God Is Love” (gośc. Cappadonna, Killah Priest)        | Teddy Ted & J. Serbe | - „It Ain’t Rainin’ (On Nobody’s House but Mine)” w wykonaniu The Dramatics - „Sweet Love” w wykonaniu Method Mana | 3:50 |
| 3  | „Stomp Da Roach” (gośc. GZA, Scotty Wotty)             | Teddy Ted & J. Serbe | - „Why Can’t People Be Colors Too?” w wykonaniu The Whatnauts - „You’re What’s Been Missin’ From My Life” w wykonaniu The Whispers                                                                                               | 3:24 |
| 4  | „Lipton” (gośc. Mike Ladd)                             | 4th Pyramid          | | 3:21 |
| 5  | „Coke” (gośc. Raekwon, Slaine, Y-Not Da Best)          | Beathoven            | | 4:00 |
| 6  | „Magnum Force” (gośc. Jim Jones, Sheek Louch)          | Hakim                | - „The Way We Were / Try to Remember” w wykonaniu Gladys Knight & the Pips - „The Golden Apple” w wykonaniu Boba Jamesa | 4:12 |
| 7  | „Hips”                                                 | The Twilite Tone     | | 3:18 |
| 8  | „Wu-Tang” (gośc. Method Man)                           | Andre Clarke         | - „Foxy Lady” w wykonaniu Booker T. and the M.G.’s - „Wandering Star” w wykonaniu Portishead - „Da Mystery of Chessboxin’” w wykonaniu Wu-Tang Clan                                                                              | 3:03 |
| 9  | „Dopium”                                               | Teddy Ted & J. Serbe | - „Let Me Love You” w wykonaniu Teddyego Pendergrassa | 3:18 |
| 10 | „Rims Pokin’ Out” (gośc. Leathafase)                   | The Twilite Tone     | | 4:18 |
| 11 | „New Classic” (gośc. Large Professor)                  | Large Professor      | - „What’s Next” w wykonaniu Fantasy | 1:59 |
| 12 | „Stomp Da Roach” [Remix] (gośc. GZA, Scotty Wotty)     | The Bloody Beetroots | | 2:42 |
| 13 | „Dopium” [Remix]                                       | Yuksek               | | 3:42 |
| 14 | „Hips” [Remix]                                         | Felix Cartel         | | 5:33 |

## Notowania
| Rok  | Album                                                    | Notowanie |
| Rok  | Album                                                    | USA R&B   |
| ---- | -------------------------------------------------------- | --------- |
| 2009 | Dopium - Wydany: 23 czerwca 2009 - Wytwórnia: Babygrande | 93        |